# GNU Classpath

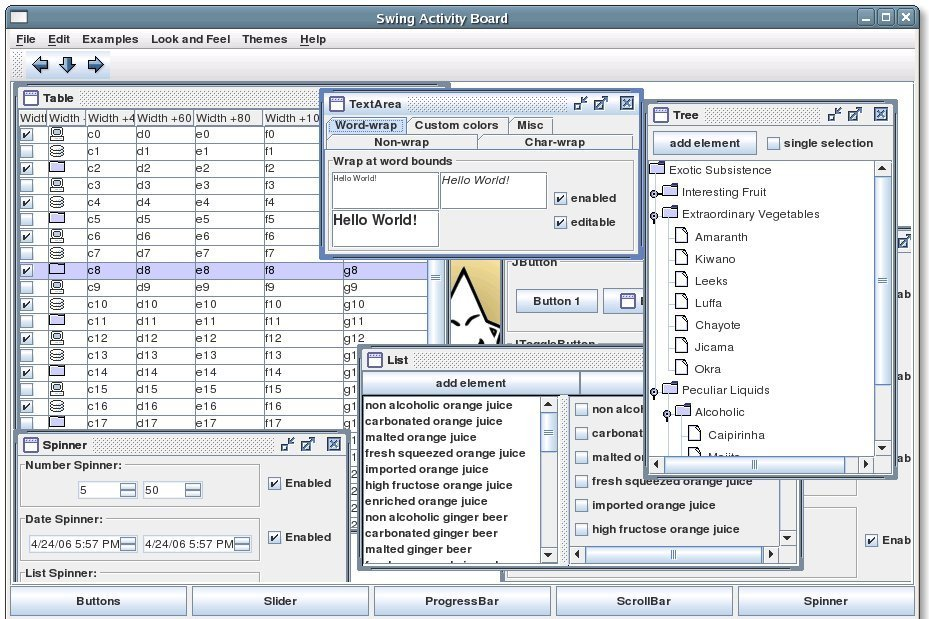
La demostración Swing (interfaz gráfica de usuario) del proyecto GNU Classpath.

GNU Classpath es un proyecto que se propone crear una implementación libre de la biblioteca de clases estándar de Java para el lenguaje de programación Java. A pesar de la enorme envergadura de la tarea, la mayor parte del trabajo ya está hecho, incluido Swing y CORBA entre otros apartados. Actualmente ya se puede usar GNU Classpath para ejecutar programas tan populares como Vuze o Eclipse.